# Jovita Carranza
Jovita Carranza (Illinois, 29 de junio de 1949) es una ejecutiva y política estadounidense del Partido Republicano, que se desempeña como Administradora de la Administración de Pequeños Negocios desde 2020. Anteriormente se desempeñó como la 44.ª tesorera de los Estados Unidos entre 2017 y 2020 después de ser nombrada por el presidente Donald Trump.

## Biografía
Nacida en Illinois, creció en Chicago en una familia inmigrante de México. Estudió ciencias políticas en la Universidad Estatal de California y administración de empresas en la Universidad de Miami.
Desarrolló su carrera en United Parcel Service (UPS), comenzando en 1976 como empleada nocturna en Los Ángeles, ascendiendo en el tiempo hasta gerenta regional de relaciones internacionales en Miami. Posteriormente llegó a ser presidenta de Operaciones en América Latina y el Caribe, y vicepresidenta de Operaciones Aéreas en las instalaciones de UPS en Louisville (Kentucky).
Fue nombrada por el presidente George W. Bush como administradora adjunta de la Administración de Pequeños Negocios. Ocupó ese cargo desde diciembre de 2006 hasta enero de 2009, tras ser aprobada por unanimidad por el Senado.
Es fundadora y presidenta de The JCR Group, una firma de consultoría, y ha publicado artículos como columnista.
En 2014, se unió a la campaña «Mujeres por Rauner» para promocionar la candidatura de Bruce Rauner a la gobernación de Illinois.
El 28 de abril de 2017, fue nombrada por el presidente Donald Trump para ocupar el cargo de Tesorera de los Estados Unidos, vacante desde la renuncia de Rosa Gumataotao Rios en julio de 2016. Carranza juró el 19 de junio de 2017. También fue nombrada en agosto de 2018 para servir como uno de los dos miembros de la Comisión del Centenario del Sufragio de Mujeres de la administración Trump.
El 31 de julio de 2019, el presidente Trump anunció la nominación de Carranza para ser Administradora de la Administración de Pequeños Negocios, en reemplazo de Linda McMahon. El Senado de los Estados Unidos confirmó su nominación el 7 de enero de 2020 por una votación de 88-5.
Fue destacada como la «mujer del año» por la revista Hispanic Business en 2004.